# Olav Fossheim
Olav Fossheim, är en låtskrivare, musikproducent och förläggare. Han är även verksam som lärare av datorbaserad musikproduktion och ljudteknik på Högskolan i Skövde.
Han har sedan 1991 drivit skivbolaget Jam Lab Records, och arbetat med artister som Bosson, Leila K, Anbessa, Elevate, Drängarna , Ro-Cee och Norska R&B Sångerskan Kine (Ludvigsen).